# Jean Deschamps (Philosoph)
Jean Deschamps (* 27. Mai 1707 in Bützow; † 23. August 1767 in London) war ein deutsch-französischer Philosoph, preußischer Hofprediger, Theologe und Schriftsteller. Deschamps gilt als bedeutendster Popularisator und Experte der Wolffschen Philosophie in französischer Sprache.

## Leben
Ursprünglich aus dem Périgord stammend, übersiedelte seine Familie in der Zeit der Hugenottenverfolgung nach Mecklenburg. In Genf studierte er Philosophie, in Marburg Theologie bei Wolff (1727 bis 1729). Ab 1731 lebte er in Berlin, wo er Ernst Christoph von Manteuffel begegnete, der ihn 1736 mit Friedrich II. bekannt machte. Auslöser dieser Bekanntschaft war seine französische Übersetzung des Werkes Deutsche Logik von Christian Wolff, an der er in seiner Marburger Zeit arbeitete.
Gefördert von Manteuffel war Dechamps vier Jahre (1737 bis 1740) Hofkaplan von Rheinsberg, wo er die Schule von Christian Wolff predigte und dessen Werke übersetzte. In dieser Zeit unterrichtete er auch die jüngeren Brüder Friedrichs, Heinrich und Ferdinand von Preußen in Philosophie. Seit 1736 war er Mitglied der Societas Alethophilorum; seine kritische Haltung gegenüber Voltaire führte schließlich zum Zerwürfnis mit Friedrich II., der ein großer Anhänger der Philophien Voltairs war. Eine von Seckendorff initiierte Intrige, wonach Deschamps für die Habsburger als Informant tätig war sowie ein vom preußischen Hofe inszenierter Affront gegen sein Werk Cours abrégé de la Philosophie Wolfienne, en forme de lettres taten ihr Übriges. Anschließend verließ er nach 1740 den preußischen Hof und begab sich über Den Haag und Amsterdam nach London, wo er als Priester in der Chapel of Duke-street, Westminster, predigte und 1767 verstarb.
Dechamps Werke stellten die Philosophie Wolffs allgemeinverständlich dar. Seine Formulierungen wurden als weniger trocken und streng als die von Wolff charakterisiert. Damit sprach er insbesondere junge Adlige und Großbürger seiner Zeit an, die vornehmlich höfische Ausbildung und Konzept ablehnten.
Neben philosophischen Themen widmete sich Dechamps vorwiegend der Logik, Ontologie, Kosmologie und Psychologie.

## Familie
Jean ehelichte am 4. April 1753 Judith Chamier. Sie hatten die folgenden Kinder:
- John Ezechiel (* 30. Mai 1754; † 23. Februar 1831)
- Dorothée Sophie (* 21. September 1755; † 9. März 1819) ⚭  1784 John W. Mackie
- Jeanne Charlotte (* 19. November 1756; † 10. Mai 1757)
- Jeanne Marianne (* 27. September 1758; † 18. Mai 1759)
- Suzanne Judith (* 1. Oktober 1759; † 19. Dezember 1820) ⚭  28. Dezember 1812 Thomas Cave Winscom, Vikar von Warkworth, Northumberland
- Robert Josué (* 23. Oktober 1762; † 4. Mai 1765)

## Schriften
- Logique, ou Réflexions sur le Forces de L'Entendement Humain, et Sur Leur Legetime Usage, Dans la Connoissance de la Verite (Französische Übersetzung von Christian Wolffs Deutsche Logik), Berlin 1736
- Le Philosophie Roi, et le Roi Philosophie, Ernst Christoph v. Manteuffel & Ambrosius Haude (Hrsg.), 1740
- Recueil De Cinq Sermons, Berlin 1741
- Cours Abrégé De La Philosophie Wolffienne : En Forme De Lettres. 2,2, Tome Second, Seconde Partie, Qui contient la Psychologie Raisonnée, Amsterdam – Leipzig 1747
- Cours Abrégé De La Philosophie Wolffienne : En Forme De Lettres. 2,1, Tome Second, Premiere Partie, Qui contient la Psychologie Experimentale, Amsterdam – Leipzig 1747
- Cours Abrégé De La Philosophie Wolffienne : En Forme De Lettres. 1, Tome Premier, Qui contient la Logique, L'Ontologie & la Cosmologie, Amsterdam – Leipzig 1747
- Considérations sur la conversion et l'apostolat de S. Paul, Amsterdam 1751